# Fotballklubben Bodø/Glimt 2018
Questa voce raccoglie le informazioni riguardanti il Fotballklubben Bodø/Glimt nelle competizioni ufficiali della stagione 2018.

## Rosa
| N. |                     | Ruolo | Calciatore             |
| -- | ------------------- | ----- | ---------------------- |
| 2  | Norvegia (bandiera) | D     | Marius Lode            |
| 3  | Norvegia (bandiera) | D     | Emil Jonassen          |
| 4  | Norvegia (bandiera) | D     | Martin Bjørnbak        |
| 5  | Norvegia (bandiera) | D     | Thomas Jacobsen        |
| 6  | Norvegia (bandiera) | C     | Vegard Leikvoll Moberg |
| 7  | Norvegia (bandiera) | C     | Thomas Drage           |
| 8  | Norvegia (bandiera) | D     | Eirik Wollen Steen     |
| 9  | Norvegia (bandiera) | A     | Endre Kupen            |
| 10 | Spagna (bandiera)   | C     | José Ángel Jurado      |
| 11 | Nigeria (bandiera)  | A     | Marco Tagbajumi        |
| 11 | Norvegia (bandiera) | A     | Jens Petter Hauge      |
| 12 | Polonia (bandiera)  | P     | Artur Krysiak          |
| 12 | Serbia (bandiera)   | P     | Zoran Popović          |
| 14 | Norvegia (bandiera) | C     | Ulrik Saltnes          |
| 15 | Norvegia (bandiera) | A     | Runar Hauge            |
| 16 | Norvegia (bandiera) | C     | Morten Konradsen       |

| N. |                      | Ruolo | Calciatore            |
| -- | -------------------- | ----- | --------------------- |
| 17 | Spagna (bandiera)    | D     | Isidoro               |
| 18 | Norvegia (bandiera)  | D     | Brede Moe             |
| 19 | Danimarca (bandiera) | A     | Philip Zinckernagel   |
| 20 | Svezia (bandiera)    | A     | Amor Layouni          |
| 21 | Norvegia (bandiera)  | A     | Geir André Herrem     |
| 22 | Norvegia (bandiera)  | A     | Kristian Opseth       |
| 23 | Islanda (bandiera)   | C     | Oliver Sigurjónsson   |
| 24 | Norvegia (bandiera)  | D     | Fredrik André Bjørkan |
| 25 | Brasile (bandiera)   | P     | Ricardo               |
| 26 | Norvegia (bandiera)  | C     | Håkon Evjen           |
| 27 | Norvegia (bandiera)  | C     | Patrick Berg          |
| 28 | Norvegia (bandiera)  | A     | William Arne Hanssen  |
| 30 | Norvegia (bandiera)  | A     | Trond Olsen           |
| 32 | Norvegia (bandiera)  | D     | Casper Øyvann         |
| 35 | Norvegia (bandiera)  | A     | Adrian Skindlo        |

## Calciomercato

### Sessione invernale(dal 01/01 al 31/03)
| Arrivi | Arrivi              | Arrivi      | Arrivi     |
| R.     | Nome                | da          | Modalità   |
| ------ | ------------------- | ----------- | ---------- |
| P      | Zoran Popović       | Voždovac    | definitivo |
| D      | Isidoro             |             | svincolato |
| D      | Eirik Wollen Steen  | Åsane       | definitivo |
| A      | Geir André Herrem   | Åsane       | definitivo |
| A      | Endre Kupen         | Florø       | definitivo |
| A      | Philip Zinckernagel | SønderjyskE | definitivo |

| Partenze | Partenze             | Partenze    | Partenze      |
| R.       | Nome                 | a           | Modalità      |
| -------- | -------------------- | ----------- | ------------- |
| P        | Jonas Kolstad        |             | ritiro        |
| P        | Simon Thomas         | Kongsvinger | definitivo    |
| D        | Erlend Dahl Reitan   | Rosenborg   | fine prestito |
| D        | Daniel Edvardsen     |             | svincolato    |
| A        | William Arne Hanssen | Alta        | prestito      |

### Tra le due sessioni
| Arrivi | Arrivi | Arrivi | Arrivi   |
| R.     | Nome   | da     | Modalità |
| ------ | ------ | ------ | -------- |

| Partenze | Partenze            | Partenze     | Partenze   |
| R.       | Nome                | a            | Modalità   |
| -------- | ------------------- | ------------ | ---------- |
| P        | Zoran Popović       | Stella Rossa | definitivo |
| C        | Oliver Sigurjónsson | Breiðablik   | prestito   |

### Sessione estiva(dal 19/07 al 15/08)
| Arrivi | Arrivi               | Arrivi    | Arrivi        |
| R.     | Nome                 | da        | Modalità      |
| ------ | -------------------- | --------- | ------------- |
| P      | Artur Krysiak        |           | svincolato    |
| C      | Morten Konradsen     | Rosenborg | definitivo    |
| A      | William Arne Hanssen | Alta      | fine prestito |

| Partenze | Partenze          | Partenze | Partenze   |
| R.       | Nome              | a        | Modalità   |
| -------- | ----------------- | -------- | ---------- |
| A        | Jens Petter Hauge | Aalesund | prestito   |
| A        | Trond Olsen       | Sogndal  | definitivo |

### Dopo la sessione estiva
| Arrivi | Arrivi          | Arrivi | Arrivi     |
| R.     | Nome            | da     | Modalità   |
| ------ | --------------- | ------ | ---------- |
| A      | Marco Tagbajumi |        | svincolato |

| Partenze | Partenze | Partenze | Partenze |
| R.       | Nome     | a        | Modalità |
| -------- | -------- | -------- | -------- |

## Risultati

### Eliteserien

#### Girone di andata
| Arbitro: | Hagenes (Flaktveit) |

|                         |           |                 |
| Opseth 22’, 87’ Moe 81’ | Marcatori | 46’ Lehne Olsen |

| Arbitro: | Skjerven (Kaupanger) |

|                                      |           |  |
| Lie Skålevik 18’ Wormgoor 41’ (rig.) | Marcatori |  |

| Arbitro: | Hafsås (Trondheim) |

|  |           |                                                |
|  | Marcatori | 20’ (aut.) Moe 42’ Akintola 82’ (rig.) Gytkjær |

| Arbitro: | Saggi (Drammen) |

|          |           |  |
| Ruud 67’ | Marcatori |  |

| Arbitro: | Kjensli (Oslo) |

|  |           |               |
|  | Marcatori | 47’ Søderlund |

| Arbitro: | Hagen (Grue) |

|                     |           |                    |
| Semb Aasmundsen 42’ | Marcatori | 20’ (aut.) Hopmark |

| Sarpsborg 29 aprile 2018, ore 18:00 7ª giornata | Sarpsborg 08     | 0 – 0 referto | Bodø/Glimt | Sarpsborg Stadion (4.983 spett.)\| Arbitro: \| Smehus Kringstad \| |
| Arbitro:                                        | Smehus Kringstad |               |            |                                                                    |

| Arbitro: | Skjerven (Kaupanger) |

|                        |           |                              |
| Opseth 1’ Bjørnbak 63’ | Marcatori | 45’ Parr 82’ (rig.) Pedersen |

| Arbitro: | Eskås (Oslo) |

|            |           |                             |
| Hestad 44’ | Marcatori | 68’ Zinckernagel 90’ Opseth |

| Arbitro: | Hagenes (Flaktveit) |

|  |           |              |
|  | Marcatori | 43’ Espejord |

| Arbitro: | Saggi (Drammen) |

|             |           |  |
| Børufsen 7’ | Marcatori |  |

| Arbitro: | Hagen (Grue) |

|                                                   |           |  |
| Saltnes 5’ Evjen 48’ Zinckernagel 60’ Layouni 75’ | Marcatori |  |

### Norgesmesterskapet
| Arbitro: | Berg |

|              |           |                                                  |
| Pedersen 66’ | Marcatori | 23’ Olsen 44’ (rig.), 82’ Hauge 52’ Zinckernagel |

| Arbitro: | Al Hatam |

|                  |           |                                                      |
| Andersen 4’, 60’ | Marcatori | 3’ Drage 51’ Herrem 69’ Berg 84’ Bjørnbak 90’ Opseth |

| Arbitro: | Higraff |

|               |           |                        |
| Torvanger 82’ | Marcatori | 61’ Saltnes 69’ Herrem |

## Statistiche

### Statistiche di squadra
| Competizione       | Punti | In casa | In casa | In casa | In casa | In casa | In casa | In trasferta | In trasferta | In trasferta | In trasferta | In trasferta | In trasferta | Totale | Totale | Totale | Totale | Totale | Totale | DR |
| Competizione       | Punti | G       | V       | N       | P       | Gf      | Gs      | G            | V            | N            | P            | Gf           | Gs           | G      | V      | N      | P      | Gf     | Gs     | DR |
| ------------------ | ----- | ------- | ------- | ------- | ------- | ------- | ------- | ------------ | ------------ | ------------ | ------------ | ------------ | ------------ | ------ | ------ | ------ | ------ | ------ | ------ | -- |
| Eliteserien        | 0     | 0       | 0       | 0       | 0       | 0       | 0       | 0            | 0            | 0            | 0            | 0            | 0            | 0      | 0      | 0      | 0      | 0      | 0      | 0  |
| Norgesmesterskapet | -     | 0       | 0       | 0       | 0       | 0       | 0       | 0            | 0            | 0            | 0            | 0            | 0            | 0      | 0      | 0      | 0      | 0      | 0      | 0  |
| Totale             | -     | 0       | 0       | 0       | 0       | 0       | 0       | 0            | 0            | 0            | 0            | 0            | 0            | 0      | 0      | 0      | 0      | 0      | 0      | 0  |

### Andamento in campionato
| Giornata  | 1 | 2 | 3  | 4  | 5  | 6  | 7  | 8  | 9  | 10 | 11 | 12 | 13 | 14 | 15 | 16 | 17 | 18 | 19 | 20 | 21 | 22 | 23 | 24 | 25 | 26 | 27 | 28 | 29 | 30 |
| --------- | - | - | -- | -- | -- | -- | -- | -- | -- | -- | -- | -- | -- | -- | -- | -- | -- | -- | -- | -- | -- | -- | -- | -- | -- | -- | -- | -- | -- | -- |
| Luogo     | C | T | C  | T  | C  | T  | T  | C  | T  | C  | T  | C  | T  | C  | T  | C  | T  | C  | C  | T  | C  | T  | C  | T  | C  | T  | C  | T  | C  | T  |
| Risultato | V | P | P  | P  | P  | N  | N  | N  | V  | P  | P  | V  | N  | N  | N  | N  | P  | V  | N  | V  | V  | N  | P  | P  | P  | N  | N  | N  | N  | N  |
| Posizione | 3 | 6 | 11 | 16 | 16 | 14 | 13 | 14 | 13 | 13 | 14 | 12 | 11 | 12 | 12 | 12 | 12 | 12 | 12 | 11 | 11 | 11 | 11 | 11 | 11 | 12 | 12 | 11 | 11 | 11 |

Fonte:  Eliteserien 2018, su altomfotball.no, Altomfotball.
Legenda:

Luogo: C = Casa; T = Trasferta. Risultato: V = Vittoria; N = Pareggio; P = Sconfitta.

### Statistiche dei giocatori
| Giocatore          | Eliteserien | Eliteserien | Eliteserien | Eliteserien | Norgesmesterskapet | Norgesmesterskapet | Norgesmesterskapet | Norgesmesterskapet | Coppe europee | Coppe europee | Coppe europee | Coppe europee | Altre coppe | Altre coppe | Altre coppe | Altre coppe | Totale   | Totale | Totale      | Totale     |
| Giocatore          | Presenze    | Reti        | Ammonizioni | Espulsioni  | Presenze           | Reti               | Ammonizioni        | Espulsioni         | Presenze      | Reti          | Ammonizioni   | Espulsioni    | Presenze    | Reti        | Ammonizioni | Espulsioni  | Presenze | Reti   | Ammonizioni | Espulsioni |
| ------------------ | ----------- | ----------- | ----------- | ----------- | ------------------ | ------------------ | ------------------ | ------------------ | ------------- | ------------- | ------------- | ------------- | ----------- | ----------- | ----------- | ----------- | -------- | ------ | ----------- | ---------- |
| P. Berg            | 0           | 0           | 0           | 0           | 0                  | 0                  | 0                  | 0                  |               |               |               |               |             |             |             |             | 0        | 0      | 0           | 0          |
| F. Bjørkan         | 0           | 0           | 0           | 0           | 0                  | 0                  | 0                  | 0                  |               |               |               |               |             |             |             |             | 0        | 0      | 0           | 0          |
| M. Bjørnbak        | 0           | 0           | 0           | 0           | 0                  | 0                  | 0                  | 0                  |               |               |               |               |             |             |             |             | 0        | 0      | 0           | 0          |
| T. Drage           | 0           | 0           | 0           | 0           | 0                  | 0                  | 0                  | 0                  |               |               |               |               |             |             |             |             | 0        | 0      | 0           | 0          |
| H. Evjen           | 0           | 0           | 0           | 0           | 0                  | 0                  | 0                  | 0                  |               |               |               |               |             |             |             |             | 0        | 0      | 0           | 0          |
| W. Hanssen         | 0           | 0           | 0           | 0           | 0                  | 0                  | 0                  | 0                  |               |               |               |               |             |             |             |             | 0        | 0      | 0           | 0          |
| J. Hauge           | 0           | 0           | 0           | 0           | 0                  | 0                  | 0                  | 0                  |               |               |               |               |             |             |             |             | 0        | 0      | 0           | 0          |
| R. Hauge           | 0           | 0           | 0           | 0           | 0                  | 0                  | 0                  | 0                  |               |               |               |               |             |             |             |             | 0        | 0      | 0           | 0          |
| G. Herrem          | 0           | 0           | 0           | 0           | 0                  | 0                  | 0                  | 0                  |               |               |               |               |             |             |             |             | 0        | 0      | 0           | 0          |
| Isidoro            | 0           | 0           | 0           | 0           | 0                  | 0                  | 0                  | 0                  |               |               |               |               |             |             |             |             | 0        | 0      | 0           | 0          |
| T. Jacobsen        | 0           | 0           | 0           | 0           | 0                  | 0                  | 0                  | 0                  |               |               |               |               |             |             |             |             | 0        | 0      | 0           | 0          |
| E. Jonassen        | 0           | 0           | 0           | 0           | 0                  | 0                  | 0                  | 0                  |               |               |               |               |             |             |             |             | 0        | 0      | 0           | 0          |
| J. Jurado          | 0           | 0           | 0           | 0           | 0                  | 0                  | 0                  | 0                  |               |               |               |               |             |             |             |             | 0        | 0      | 0           | 0          |
| M. Konradsen       | 0           | 0           | 0           | 0           | 0                  | 0                  | 0                  | 0                  |               |               |               |               |             |             |             |             | 0        | 0      | 0           | 0          |
| A. Krysiak         | 0           | -0          | 0           | 0           | 0                  | -0                 | 0                  | 0                  |               |               |               |               |             |             |             |             | 0        | 0      | 0           | 0          |
| E. Kupen           | 0           | 0           | 0           | 0           | 0                  | 0                  | 0                  | 0                  |               |               |               |               |             |             |             |             | 0        | 0      | 0           | 0          |
| A. Layouni         | 0           | 0           | 0           | 0           | 0                  | 0                  | 0                  | 0                  |               |               |               |               |             |             |             |             | 0        | 0      | 0           | 0          |
| V. Leikvoll Moberg | 0           | 0           | 0           | 0           | 0                  | 0                  | 0                  | 0                  |               |               |               |               |             |             |             |             | 0        | 0      | 0           | 0          |
| M. Lode            | 0           | 0           | 0           | 0           | 0                  | 0                  | 0                  | 0                  |               |               |               |               |             |             |             |             | 0        | 0      | 0           | 0          |
| B. Moe             | 0           | 0           | 0           | 0           | 0                  | 0                  | 0                  | 0                  |               |               |               |               |             |             |             |             | 0        | 0      | 0           | 0          |
| T. Olsen           | 0           | 0           | 0           | 0           | 0                  | 0                  | 0                  | 0                  |               |               |               |               |             |             |             |             | 0        | 0      | 0           | 0          |
| K. Opseth          | 0           | 0           | 0           | 0           | 0                  | 0                  | 0                  | 0                  |               |               |               |               |             |             |             |             | 0        | 0      | 0           | 0          |
| C. Øyvann          | 0           | 0           | 0           | 0           | 0                  | 0                  | 0                  | 0                  |               |               |               |               |             |             |             |             | 0        | 0      | 0           | 0          |
| Z. Popović         | 0           | -0          | 0           | 0           | 0                  | -0                 | 0                  | 0                  |               |               |               |               |             |             |             |             | 0        | 0      | 0           | 0          |
| Ricardo            | 0           | -0          | 0           | 0           | 0                  | -0                 | 0                  | 0                  |               |               |               |               |             |             |             |             | 0        | 0      | 0           | 0          |
| U. Saltnes         | 0           | 0           | 0           | 0           | 0                  | 0                  | 0                  | 0                  |               |               |               |               |             |             |             |             | 0        | 0      | 0           | 0          |
| O. Sigurjónsson    | 0           | 0           | 0           | 0           | 0                  | 0                  | 0                  | 0                  |               |               |               |               |             |             |             |             | 0        | 0      | 0           | 0          |
| M. Tagbajumi       | 0           | 0           | 0           | 0           | 0                  | 0                  | 0                  | 0                  |               |               |               |               |             |             |             |             | 0        | 0      | 0           | 0          |
| E. Wollen Steen    | 0           | 0           | 0           | 0           | 0                  | 0                  | 0                  | 0                  |               |               |               |               |             |             |             |             | 0        | 0      | 0           | 0          |
| P. Zinckernagel    | 0           | 0           | 0           | 0           | 0                  | 0                  | 0                  | 0                  |               |               |               |               |             |             |             |             | 0        | 0      | 0           | 0          |